# Amit Kumar Dahiya
Amit Kumar Dahiya, noto come Amit Kumar (Distretto di Sonipat, 15 dicembre 1993), è un lottatore indiano, specializzato nella lotta libera.

## Palmarès
| Anno | Manifestazione              | Sede        | Evento | Risultato | Note |
| ---- | --------------------------- | ----------- | ------ | --------- | ---- |
| 2011 | Campionati asiatici cadetti | Giacarta    | 55 kg  | Oro       |      |
| 2011 | Mondiali junior             | Bucarest    | 55 kg  | 22º       |      |
| 2012 | Campionati asiatici         | Gumi        | 55 kg  | Bronzo    |      |
| 2012 | Giochi olimpici             | Londra      | 55 kg  | 10º       |      |
| 2013 | Campionati asiatici         | Nuova Delhi | 55 kg  | Oro       |      |
| 2013 | Mondiali                    | Budapest    | 55 kg  | Argento   |      |
| 2014 | Campionati asiatici         | Almaty      | 57 kg  | 13º       |      |
| 2014 | Giochi asiatici             | Incheon     | 57 kg  | 10º       |      |
| 2015 | Mondiali                    | Las Vegas   | 57 kg  | 13º       |      |